# Franz Kratter (dziennikarz)
Franz Kratter (ur. ok. 1760, zm. 9 stycznia 1838 we Lwowie) – niemiecki urzędnik i dziennikarz.
Był synem niemieckiego osadnika w Galicji, od 1807 pracował we Lwowie jako urzędnik w urzędzie namiestnikowskim. W 1811 został redaktorem naczelnym w redakcji Gazety Lwowskiej, która ukazywała się w dwóch językach, po polsku i po niemiecku. W 1812 z ramienia urzędu gubernatorskiego pracował jako naczelnik budowy drogi pomiędzy Stanisławowem i Mikuliczynem. W 1816 otrzymał awans na stanowisko sekretarza gubernatora, dzięki jego zaangażowaniu do Gazety Lwowskiej zaczęto wydawać dodatek kulturalno literacki „Rozmaitości”. W 1823 przeprowadził się do Stanisławowa, gdzie pełnił funkcję naczelnika w radzie guberni. Od 1834 mieszkał w Czerniowcach był naczelnikiem w tamtejszym urzędzie gubernatorskim oraz równocześnie dyrektorem tamtejszego gimnazjum. Po jego śmierci Gazeta Lwowska zmieniła charakter, umieszczano w niej ogłoszenia państwowe, a od 1847 stała się gazetą rządową.